# Eleutherodactylus dilatus
Eleutherodactylus dilatus är en groddjursart som först beskrevs av Davis och Dixon 1955.  Eleutherodactylus dilatus ingår i släktet Eleutherodactylus och familjen Eleutherodactylidae. IUCN kategoriserar arten globalt som starkt hotad. Inga underarter finns listade i Catalogue of Life.